# (6377) Cagney
(6377) Cagney ist ein Asteroid des Hauptgürtels, der am 25. Juni 1987 vom tschechischen Astronomen Antonín Mrkos am Kleť-Observatorium (IAU-Code 095) in Südböhmen auf dem Kleť in der Nähe der Stadt Český Krumlov entdeckt wurde.
Der Asteroid wurde nach dem US-amerikanischen Filmschauspieler James Cagney (1899–1986) benannt, der als hartgesottener Gangster in Klassikern wie Der öffentliche Feind, Engel mit schmutzigen Gesichtern oder Sprung in den Tod Berühmtheit erlangte.